# Energia solar na China

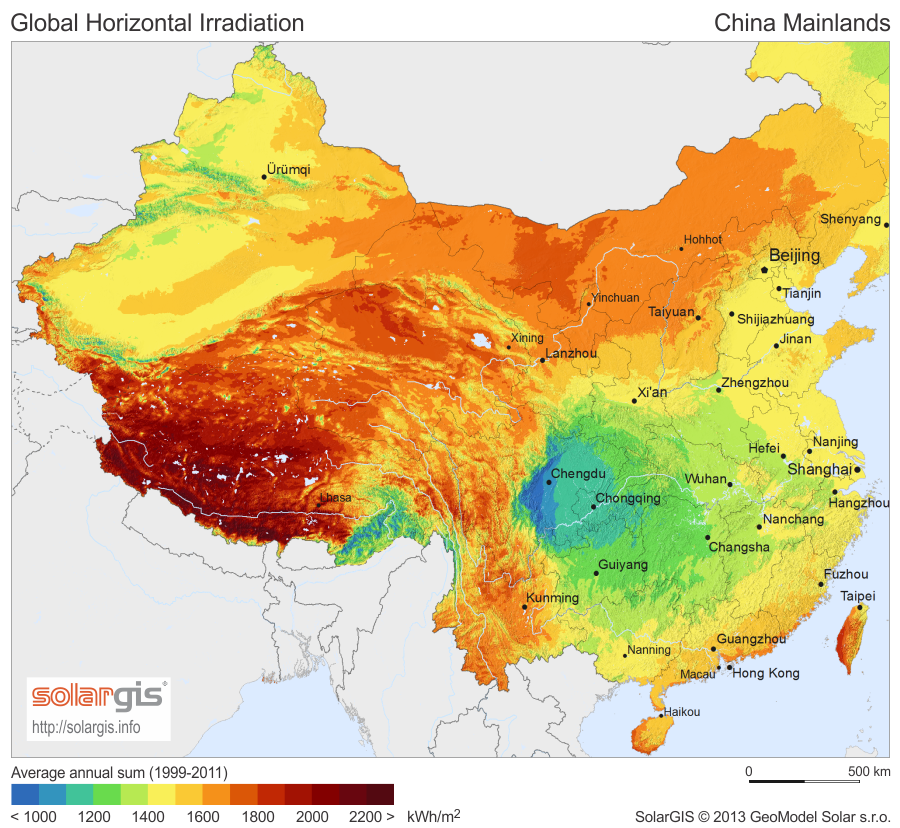
Mapa da radiação solar em Chinesa (SolarGIS).

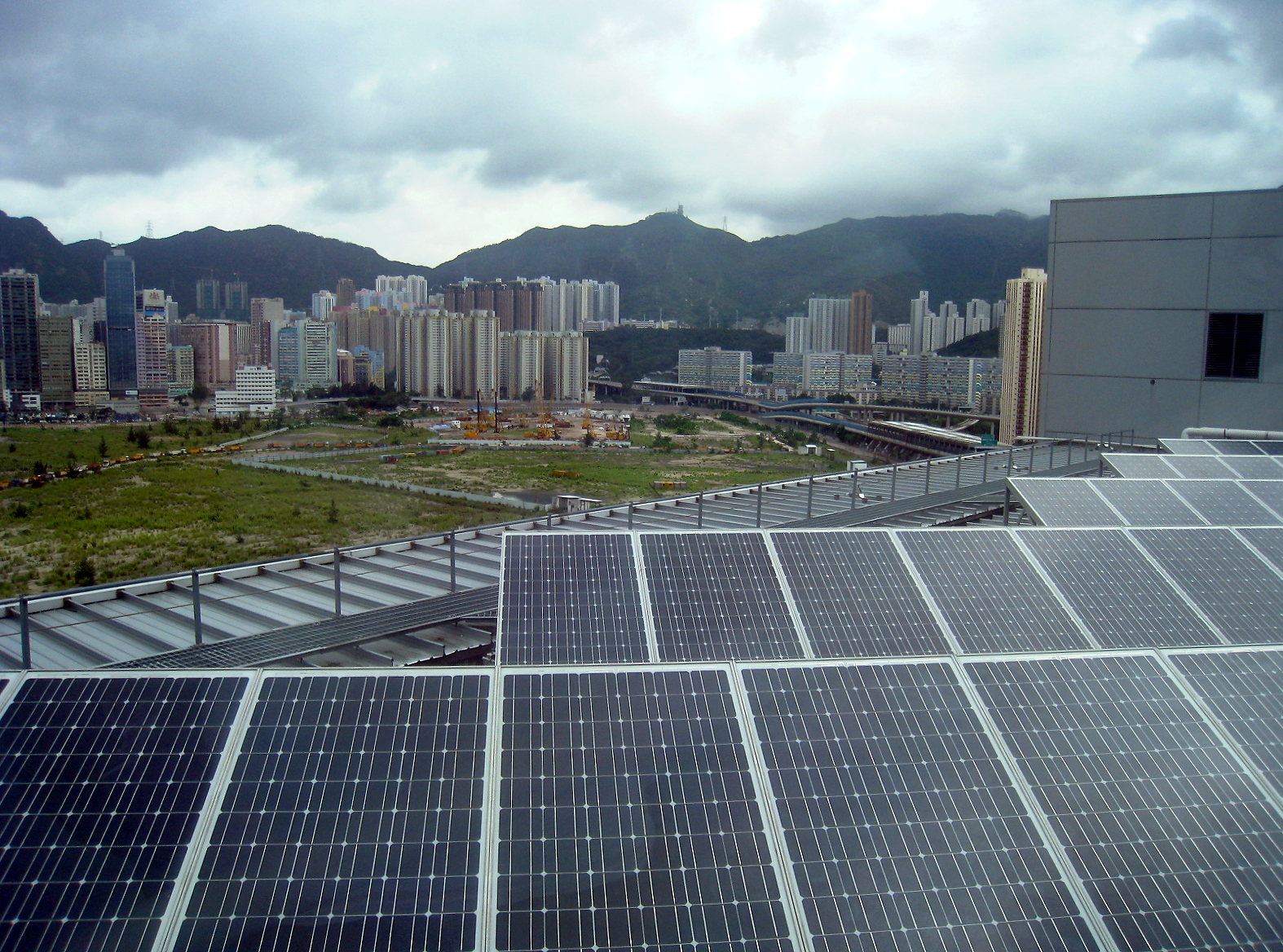
Instalação fotovoltaica na azotea de um edifício em Hong Kong.

Capacidade fotovoltaica total instalada na China entre 2000 e 2014.

A energia solar na China é uma indústria em rápido crescimento. O país asiático conta com mais 400 empresas solares, entre as que destacam Suntech e Yingli. Desde 2013, a República Popular de Chinesa converteu-se no maior instalador de energia solar fotovoltaica conseguindo uma capacidade instalada total de 36 GW em junho de 2015. O aquecimento baseada em energia solar térmica também está extensamente implementada no país.
Em 2014 produzia aproximadamente a metade dos produtos fotovoltaicos que se fabricam no mundo (China e Taiwan juntos somam mais de 60% de quota). A produção de painéis e células fotovoltaicas na China incrementou-se notavelmente durante a última década: em 2001 mantinha uma quota inferior ao 1% do mercado mundial, enquanto pelas mesmas datas, Japão e Estados Unidos somavam mais de 70% da produção mundial. No entanto, a tendência invertiu-se e na actualidade a China supera amplamente ao resto de produtores.
A capacidade de produção de painéis solares chineses praticamente se quadruplicou entre os anos 2009 e 2011, superando inclusive a demanda mundial. Como resultado, a União Europeia acusou à indústria chinesa de estar a realizar dumping, isto é vendendo seus painéis a preços  abaixo de custo, impondo impostos à importação deste material.
Também a instalação de energia fotovoltaica se desenvolveu espectacularmente no país asiático em anos recentes, superando inclusive as previsões iniciais. Em 2011, a Assembleia Popular Nacional da China estabeleceu em 5 GW o objectivo mínimo oficial para 2015, fixando o objectivo em longo prazo em 20–30 GW para 2020. No final de 2011 a China dobrou a sua potência fotovoltaica instalada com respeito ao ano anterior, até atingir os 3 GW. Assim mesmo, a tarifa de injecção baixou até 0,80 yuans por kWh, o que significou chegar ao mesmo nível das tarifas aplicáveis às termoelétricas de carvão.
Batendo todas as previsões, a China acrescentou 5 GW de energia fotovoltaica em 2012, levando a potência total instalada no país acima dos 8 GW, tendo previsto superar a barreira dos 10 GW em 2013. Pulverizando de novo todas as estimativas, no final de 2014 se fez público que a China contava já com para perto de 28 GW de potência fotovoltaica, depois de instalar 20 GW ao longo de 2013 e 2014 No primeiro trimestre de 2015, Chinesa instalou 5 GW fotovoltaicos, acumulando em só 3 meses a mesma potência fotovoltaica instalada por países como França ou Espanha em toda sua história.
Devido a tão rápido crescimento, as autoridades chinesas viram-se obrigadas a revaliuar em várias ocasiões seu objectivo de potência fotovoltaica. A potência total instalada em Chinesa pode crescer até os 70 GW em 2017, de acordo aos últimos planos da comissão reguladora do país. Em 2014, Chinesa esperava contar com uma potência fotovoltaica de 100 GW para 2020, cifra que no ano seguinte se viu actualizada a 150 GW, o que significa a instalação de uns 20 GW anuais até finais da década.
Este crescimento reflete a abrupta baixa de custos da energia fotovoltaica, que atualmente começa a ser uma opção mais barata que outras fontes de energia, tanto a preços varejistas como comerciais. Fontes do governo chinês têm afirmado que a fotovoltaica apresentará preços mais competitivos que o carvão e o gás (contribuindo ademais uma maior independência energética) no final desta década.
Em 2017 a China inaugurou o que é maior parque solar flutuante do mundo. Instalado num lago na provincia de Anhui, tem uma potência de 30 MW.